# Écoles de La Martinière

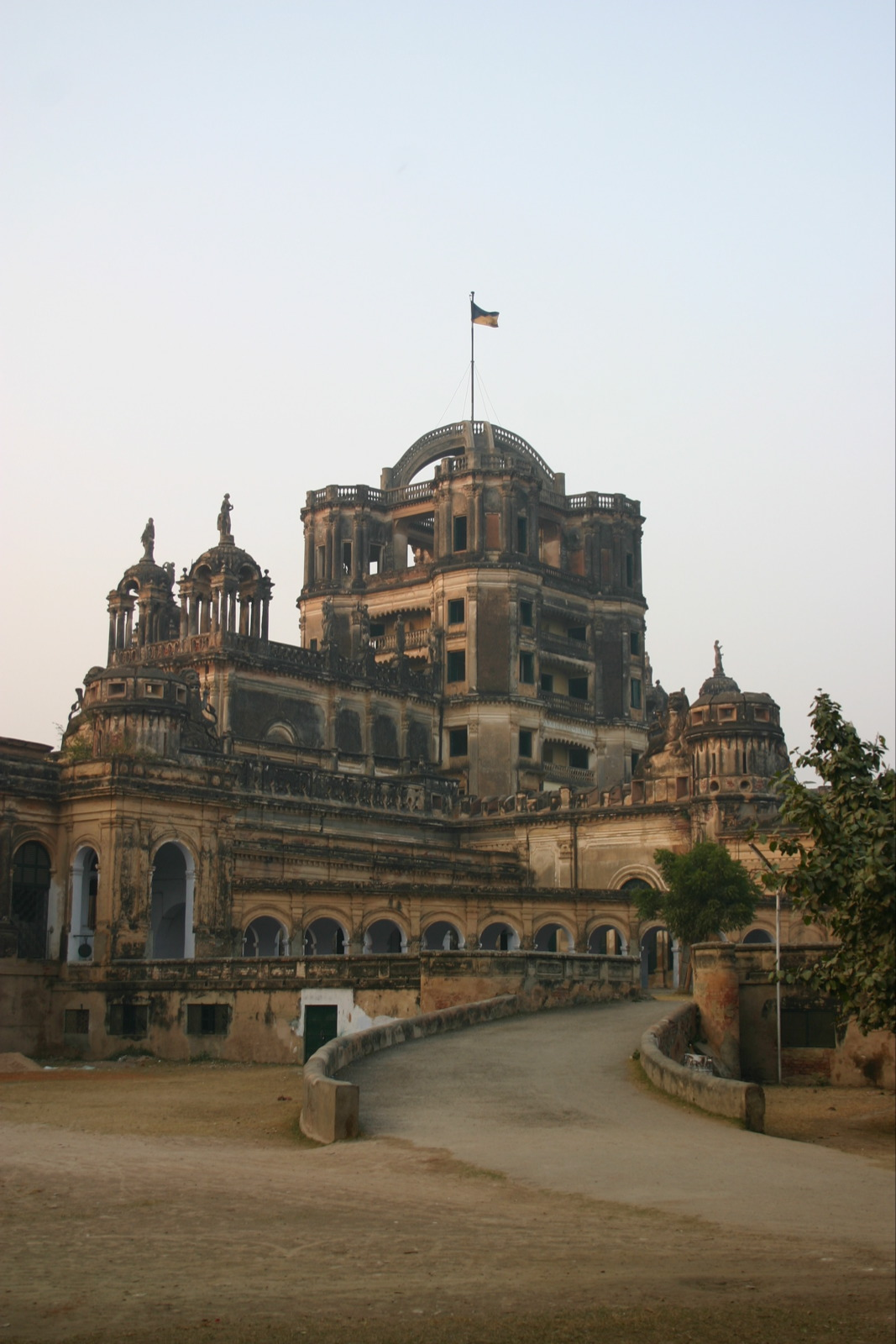
La Martinière, Constantia, Lucknow, Inde

Les Écoles de La Martinière sont les écoles qui furent créées à la demande du major-général Claude Martin. Mort le 13 septembre 1800, il avait prévu, par le biais de son testament, l'utilisation posthume de tout son patrimoine pour créer plusieurs écoles ouvertes à tous :
- La Martinière de Lucknow en Inde : une école pour garçons (1845), une école pour filles (1869) ;
- La Martinière de Calcutta en Inde : une école pour garçons (1836), une école pour filles  (1836) ;
- La Martinière de Lyon en France : une école pour garçons (1826), une école pour filles (1879), qui devinrent mixtes.

Toutes les Martinières ont la même devise « Labore et Constantia  » (Par le travail et la persévérance), et le même hymne Vive La Martinière.

## Repères historiques
La Martinière de Lyon fut le principal établissement technique de Lyon jusqu'à la création de l'École centrale de Lyon. Jusque vers 1965, cette école était semi-publique, sous la tutelle de la Ville de Lyon, exécutrice testamentaire du Major-Général Martin. Elle se scinda en trois lycées indépendants dans les années 1960 : La Martinière Terreaux, La Martinière Duchère et La Martinière Monplaisir.
Le lycée La Martinière Diderot est issu de la fusion en 2006 entre le lycée La Martinière Terreaux et le lycée Diderot (ancienne École de Tissage fondée en 1884).

## Anciens élèves illustres
Les écoles de la Martinière ont été le vivier de personnages illustres, tels : Gul Hassan Khan chef de l'Armée pakistanaise, Rajendra Kumar Pachauri indien prix Nobel de la paix 2007, Roland Vardanega ancien président du directoire de PSA Peugeot Citroën, les deux frères Lumière inventeurs du cinéma, Tony Garnier architecte et urbaniste...